# Let There Be Rock World Tour
Let There Be Rock World Tour bylo koncertní turné australské hardrockové skupiny AC/DC, které sloužilo jako propagace studiového alba Let There Be Rock. Jednalo se o první koncertní turné s baskytaristou Cliffem Williamsem, který v průběhu turné nahradil Marka Evanse.

## Setlist
1. "Live Wire"
2. "Problem Child"
3. "Hell Ain't a Bad Place to Be"
4. "Whole Lotta Rosie"
5. "High Voltage"
6. "The Jack"
7. "Bad Boy Boogie"
8. "Rocker"

## Sestava

### AC/DC
- Bon Scott - zpěv
- Angus Young - sólová kytara
- Malcolm Young - rytmická kytara, doprovodný zpěv
- Mark Evans - baskytara, doprovodný zpěv
- Cliff Williams - baskytara, doprovodný zpěv
- Phil Rudd - bicí

## Seznam koncertů
| Datum              | Město             | Stát          | Místo                              |
| Evropa             | Evropa            | Evropa        | Evropa                             |
| ------------------ | ----------------- | ------------- | ---------------------------------- |
| 5. dubna 1977      | Paříž             | Francie       | Pavillon de Paris                  |
| 6. dubna 1977      | Colmar            | Francie       | Parc des Expositions               |
| 7. dubna 1977      | Offenbach am Main | Německo       | Stadthalle                         |
| 9. dubna 1977      | Kolín nad Rýnem   | Německo       | Sporthalle                         |
| 10. dubna 1977     | Norimberk         | Německo       | Messezentrum Halle                 |
| 11. dubna 1977     | Ludwigshafen      | Německo       | Friedrich-Ebert-Halle              |
| 13. dubna 1977     | Ženeva            | Švýcarsko     | Salle Des Fetes de Thonex          |
| 14. dubna 1977     | Curych            | Švýcarsko     | Volkshaus                          |
| 16. dubna 1977     | Brusel            | Belgie        | Cirque Royal                       |
| 17. dubna 1977     | Amsterdam         | Nizozemsko    | De Nieuwe Rai Congrescentrum       |
| 18. dubna 1977     | Hamburk           | Německo       | Ernst Merck Halle                  |
| 19. dubna 1977     | Kodaň             | Dánsko        | Falkoner Centret                   |
| 20. dubna 1977     | Stockholm         | Švédsko       | Konserthuset                       |
| 21. dubna 1977     | Lund              | Švédsko       | Olympen                            |
| 22. dubna 1977     | Göteborg          | Švédsko       | Scandinavium                       |
| 23. dubna 1977     | Oslo              | Norsko        | Njardhalle                         |
| 24. dubna 1977     | Helsinky          | Finsko        | Kulttuuritalo                      |
| Severní Amerika    |                   |               |                                    |
| 27. července 1977  | Austin            | Spojené státy | Armadillo World Headquarters       |
| 28. července 1977  | San Antonio       | Spojené státy | Municipal Auditorium               |
| 29. července 1977  | Corpus Christi    | Spojené státy | Ritz Music Hall                    |
| 30. července 1977  | Dallas            | Spojené státy | Electric Ballroom                  |
| Austrálie          |                   |               |                                    |
| červenec 1977      | Austrálie         | Austrálie     | Bondi Lifesaver                    |
| červenec 1977      | Austrálie         | Austrálie     | Bondi Lifesaver                    |
| Severní Amerika    |                   |               |                                    |
| 4. srpna 1977      | Gainesville       | Spojené státy | Dubs                               |
| 5. srpna 1977      | West Palm Beach   | Spojené státy | West Palm Beach Auditorium         |
| 6. srpna 1977      | Jacksonville      | Spojené státy | Veterans Memorial Coliseum         |
| 7. srpna 1977      | Hollywood         | Spojené státy | Sportatorium                       |
| 9. srpna 1977      | St. Louis         | Spojené státy | Mississippi Nights                 |
| 10. srpna 1977     | Kansas City       | Spojené státy | Memorial Hall                      |
| 11. srpna 1977     | Schaumberg        | Spojené státy | B'Ginnings                         |
| 12. srpna 1977     | Cleveland         | Spojené státy | Cleveland Convention Center        |
| 13. srpna 1977     | Columbus          | Spojené státy | The Agora                          |
| 14. srpna 1977     | Columbus          | Spojené státy | The Agora                          |
| 16. srpna 1977     | Madison           | Spojené státy | Stone Hearth                       |
| 17. srpna 1977     | Milwaukee         | Spojené státy | Riverside Theater                  |
| 18. srpna 1977     | Indianapolis      | Spojené státy | Circle Theater                     |
| 19. srpna 1977     | Dayton            | Spojené státy | Hara Arena                         |
| 21. srpna 1977     | Youngstown        | Spojené státy | Tomorrow Theater                   |
| 22. srpna 1977     | Cleveland         | Spojené státy | The Agora Ballroom                 |
| 24. srpna 1977     | New York          | Spojené státy | The Palladium                      |
| 24. srpna 1977     | New York          | Spojené státy | CBGB's                             |
| 27. srpna 1977     | Detroit           | Spojené státy | Masonic Auditorium                 |
| 29. srpna 1977     | Los Angeles       | Spojené státy | Whiskey a Go Go                    |
| 30. srpna 1977     | Los Angeles       | Spojené státy | Whiskey a Go Go                    |
| 31. srpna 1977     | Los Angeles       | Spojené státy | Whiskey a Go Go                    |
| Evropa             |                   |               |                                    |
| září 1977          | Poperinge         | Belgie        | Belfortzaal                        |
| září 1977          | Aartrijke         | Belgie        | Sporthal                           |
| Severní Amerika    |                   |               |                                    |
| 2. září 1977       | San Francisco     | Spojené státy | Old Waldorf                        |
| 3. září 1977       | San Francisco     | Spojené státy | Old Waldorf                        |
| 7. září 1977       | Fort Lauderdale   | Spojené státy | 4 O'Clock Club                     |
| Evropa             |                   |               |                                    |
| 14. září 1977      | Malmö             | Švédsko       | Folkets Park                       |
| 15. září 1977      | Kodaň             | Dánsko        | Odd Fellow Palae                   |
| 16. září 1977      | Örebro            | Švédsko       | Folkets Park                       |
| 17. září 1977      | Göteborg          | Švédsko       | Konserthuset                       |
| 19. září 1977      | Helsinky          | Finsko        | Kulttuuritalo                      |
| 22. září 1977      | Stockholm         | Švédsko       | Konserthuset                       |
| 23. září 1977      | Kiel              | Německo       | Ball Pompos                        |
| 24. září 1977      | Braunschweig      | Německo       | Freizeitzentrum Burger Park        |
| 25. září 1977      | Berlín            | Německo       | Kant Kino                          |
| 27. září 1977      | Erlangen          | Německo       | Stadthalle                         |
| 28. září 1977      | Stuttgart         | Německo       | Gustav-Siegle-Haus                 |
| 29. září 1977      | Mnichov           | Německo       | Schwabinger Brau                   |
| 30. září 1977      | Singen            | Německo       | Scheffelhalle                      |
| 1. října 1977      | Würzburg          | Německo       | Frankenhalle                       |
| 2. října 1977      | Kaiserslautern    | Německo       | Fruchthalle                        |
| 4. října 1977      | Hamburk           | Německo       | Markthalle                         |
| 6. října 1977      | Curych            | Švýcarsko     | Volkshaus                          |
| 9. října 1977      | Kontich           | Belgie        | Thier Brau Hof                     |
| 12. října 1977     | Sheffield         | Anglie        | Polytechnic                        |
| 14. října 1977     | Newcastle         | Anglie        | Mayfair Ballroom                   |
| 15. října 1977     | Malvern           | Anglie        | Winter Gardens                     |
| 16. října 1977     | Dunstable         | Anglie        | Words Queensway Hall               |
| 19. října 1977     | Liverpool         | Anglie        | Empire                             |
| 21. října 1977     | Lancaster         | Anglie        | University                         |
| 22. října 1977     | Glasgow           | Skotsko       | Apollo Theatre                     |
| 23. října 1977     | Middlesbrough     | Anglie        | Town Hall                          |
| 24. října 1977     | Manchester        | Anglie        | Free Trade Hall                    |
| 25. října 1977     | Londýn            | Anglie        | Hammersmith Odeon                  |
| 28. října 1977     | Cambridge         | Anglie        | Corn Exchange                      |
| 29. října 1977     | Southend          | Anglie        | Kursaal Ballroom                   |
| 31. října 1977     | Birmingham        | Anglie        | Mayfair Suite                      |
| 3. listopadu 1977  | Great Yarmouth    | Anglie        | Tiffanys                           |
| 9. listopadu 1977  | Norwich           | Anglie        | St. Andrews Hall                   |
| 12. listopadu 1977 | Cambridge         | Anglie        | Corn Exchange                      |
| Severní Amerika    |                   |               |                                    |
| 16. listopadu 1977 | Poughkeepsie      | Spojené státy | Mid-Hudson Civic Center            |
| 17. listopadu 1977 | Albany            | Spojené státy | Palace Theater                     |
| 18. listopadu 1977 | Syracuse          | Spojené státy | Onondaga War Memorial Auditorium   |
| 19. listopadu 1977 | Rochester         | Spojené státy | Rochester Community War Memorial   |
| 20. listopadu 1977 | Allentown         | Spojené státy | -                                  |
| 23. listopadu 1977 | Knoxville         | Spojené státy | James White Civic Coliseum         |
| 24. listopadu 1977 | Johnson City      | Spojené státy | Freedom Hall Civic Center          |
| 25. listopadu 1977 | Wheeling          | Spojené státy | Capitol Music Hall                 |
| 26. listopadu 1977 | Charleston        | Spojené státy | Municipal Auditorium               |
| 27. listopadu 1977 | Atlanta           | Spojené státy | Capri Theater                      |
| 29. listopadu 1977 | Northampton       | Spojené státy | Roxy Theater                       |
| 1. prosince 1977   | Chicago           | Spojené státy | Riviera Theater                    |
| 4. prosince 1977   | Milwaukee         | Spojené státy | Electric Ballroom                  |
| 5. prosince 1977   | Flint             | Spojené státy | Capitol Theater                    |
| 9. prosince 1977   | Memphis           | Spojené státy | Mid South Coliseum                 |
| 11. prosince 1977  | Indianapolis      | Spojené státy | Market Square Arena                |
| 12. prosince 1977  | Louisville        | Spojené státy | Freedom Hall                       |
| 15. prosince 1977  | Fort Wayne        | Spojené státy | Allen County War Memorial Coliseum |
| 17. prosince 1977  | Charleston        | Spojené státy | Charleston Civic Center Coliseum   |
| 18. prosince 1977  | Greensboro        | Spojené státy | Greensboro Coliseum                |
| 19. prosince 1977  | Landover          | Spojené státy | Capital Centre                     |
| 21. prosince 1977  | Pittsburgh        | Spojené státy | Stanley Theatre                    |